# Резников, Сергей Моисеевич
Сергей Моисеевич Резников (9 июня 1937, Москва — 4 сентября 2024, Москва) — советский и российский художник-график, протоиерей.

## Биография
Родился 9 июня 1937 года в Москве в рабочей семье.
В 1961 году окончил Московский архитектурный институт, с 1962 по 1967 год работал архитектором. В студенческие годы Сергей увлёкся живописью, посещал художественную студию Бориса Биргера при Союзе архитекторов. В 1967 году Сергей Резников и его друг и сокурсник Станислав Морозов были приглашены работать художниками в студию на телевидении, которой также руководил Борис Биргер. С 1968 по 1989 год проработал художником-постановщиком на Центральном телевидении: в учебных программах, молодёжной редакции с Сагалаевым и Лысенко, оформлял студию программы «Взгляд». С 1968 года начал участвовать в выставках. Член Союза художников СССР.
В 1992 году Сергей Резников был рукоположен в священники. Служил в Успенском храме Красногорска.
Скончался 4 сентября 2024 года после продолжительной болезни в возрасте 87 лет.

## Творчество
Сергей Резников, работая в графической технике и будучи архитектором по образованию, в свои работы включал архитектурные и геометрические элементы, скрупулёзно обыгрывал взаимодействие формы, света и тени.

Работы Резникова — это серия опытов, каждый из которых определяется более результатами предыдущих экспериментов, чем внешними обстоятельствами. Исследование изобразительного языка — линии и пятна, их способность передавать свет, пространство, время, в своем драматизме и сложности напоминающие переплетение человеческих судеб, всё это — необходимые ступени развертывания экспериментальной работы. Перед художником на этом пути открывается необозримое многообразие задач. Он разбирает мир, как луковицу, заглядывает в него, как в китайский шар в шаре. — А. Раппапорт
Работы художника находятся в Москве, в галереях «Арт Модерн» и «Вместе», собраниях Московского отделения Союза художников, Министерства культуры России, частных собраниях в США, Франции, Германии, Польше, Испании.

### Выставки
- 1969, 1971, 1974 — Художники ТВ. Москва;
- 1972 — Персональная выставка. Центральный Дом работников искусств, Москва;
- 1974-1975 — Персональная выставка. Московское отделение Союза художников России, Москва;
- 1980 — Выставка московских архитекторов. Центральный Дом архитектора, Москва;
- 1984 — Выставка пяти художников. Московское отделение Союза художников России, Москва;
- 1989 — Персональная выставка. Центральный Дом художника, Москва;
- 1989 — Бумажная архитектура. Франкфурт-на-Майне, Германия;
- 1990 — Групповая выставка. Галерея «М'АРС», Москва;
- 1990 — Выставка галереи «Арт Модерн» в Поль-де-Ванс, Франция;
- 1991 — АРТ МИФ II. Московская международная художественная ярмарка. Центральный выставочный зал «Манеж», Москва;
- 1993 — АРТ МИФ-93. Московская международная художественная ярмарка. Центральный выставочный зал «Манеж», Москва;
- 2003 — Персональная выставка. Музей архитектуры имени Щусева;
- 2004 — Персональная выставка «Рисунок Сергея Резникова», МУАР;
- 2011 — Персональная выставка «Рисовать всё: вещи, понятия, состояния», ГЦСИ, Москва.

## Награды
- 2012 — медаль «За усердное служение» III ст.;
- 2011 — медаль «За усердное служение» III ст.;
- 2008 — медаль св. блгв. кн. Даниила Московского.